# Ford GPA
La Ford GPA "Seep" (o Seagoing Jeep) era la versione anfibia della Ford GPW, la famosa Jeep dello US Army durante la Seconda guerra mondiale.
Questa versione, con la ottima meccanica abbinata a una nuova carrozzeria a scafo, aveva una elica sistemata dietro. La Ford GPA o "Seep" ha uno scafo molto simile al più grosso mezzo anfibio 6x6, il DUKW.

## Storia
Dopo aver commissionato alle ditte Willys, Ford e Bantam la costruzione di 4.500 jeep (1500 per ditta) nel marzo 1941, lo US Motor Transport Board studiò un progetto per il National Defense Research Committee (NDRC) su un veicolo da anfibio del peso contenuto e di grande mobilità.
Analizzando le situazioni di guerra, specie in Europa, una Jeep anfibia parve necessaria per le necessità dell'esercito americano, così venne dato l'incarico a Roderick Stephens Jr. dello studio Sparkman & Stephens Inc. yacht designers, di disegnare uno scafo per una jeep anfibio di circa 1200 kg; Stephens quindi progettò una versione rimpicciolita del DUKW.
Non era un veicolo molto pratico e ne vennero prodotti 12778 esemplari dal 1942 al 1943.
Ne vennero usati una esigua quantità nello sbarco in Sicilia, circa 78 di cui una cinquantina distrutti prima dello sbarco.

## Armamento e trasporto
Il piccolo mezzo poteva ospitare sei soldati armati di M1 Garand o mitragliatori Browning M1918. Sul cofano si poteva montare una mitragliatrice cal. 50 ma si poteva usare solo se sulla terra ferma.